# La Hoguette
La Hoguette is een gemeente in het Franse departement Calvados (regio Normandië) en telt 593 inwoners (2005). De plaats maakt deel uit van het arrondissement Caen.
De plaats ligt net ten zuidoosten van Falaise.

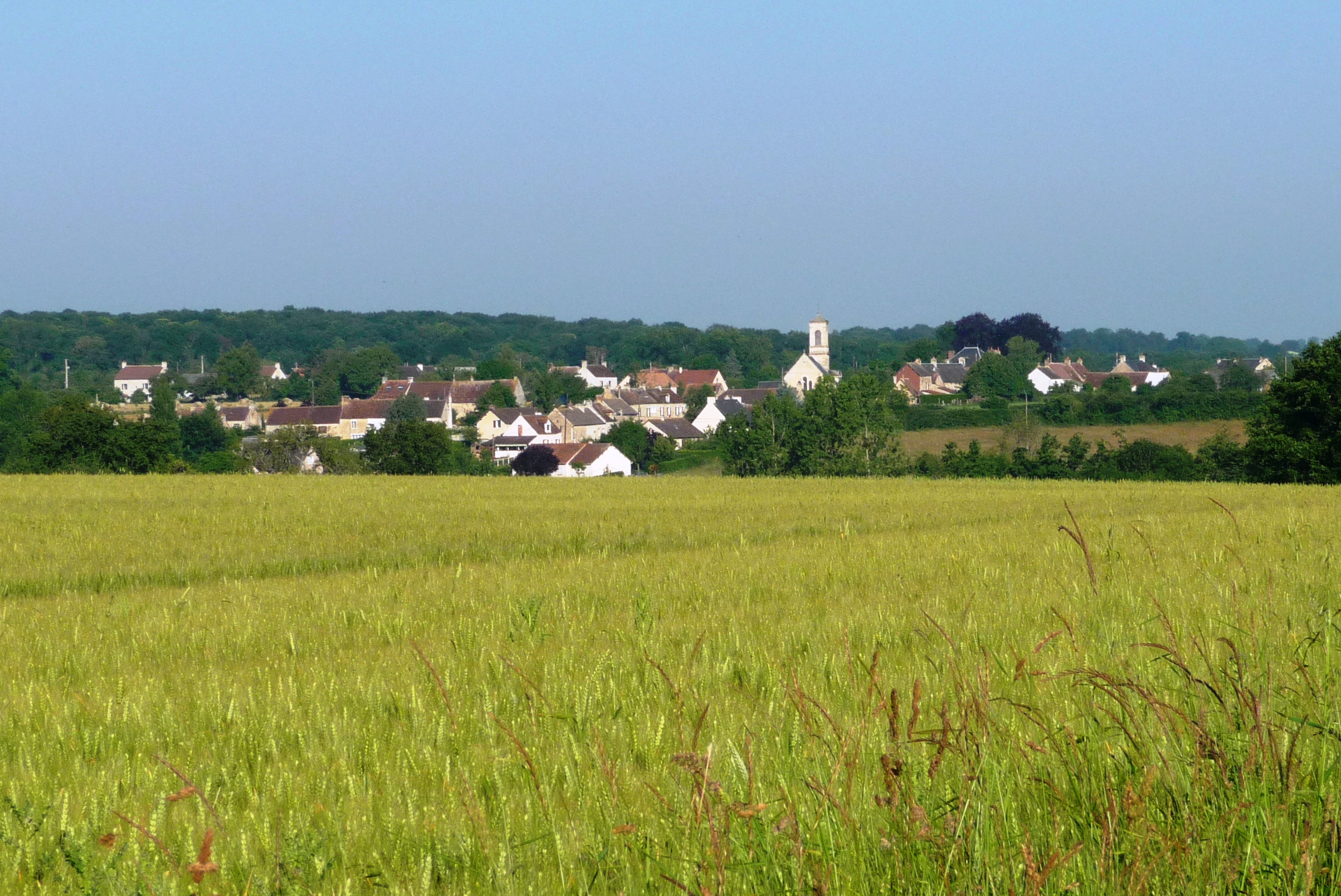
La Hoguette
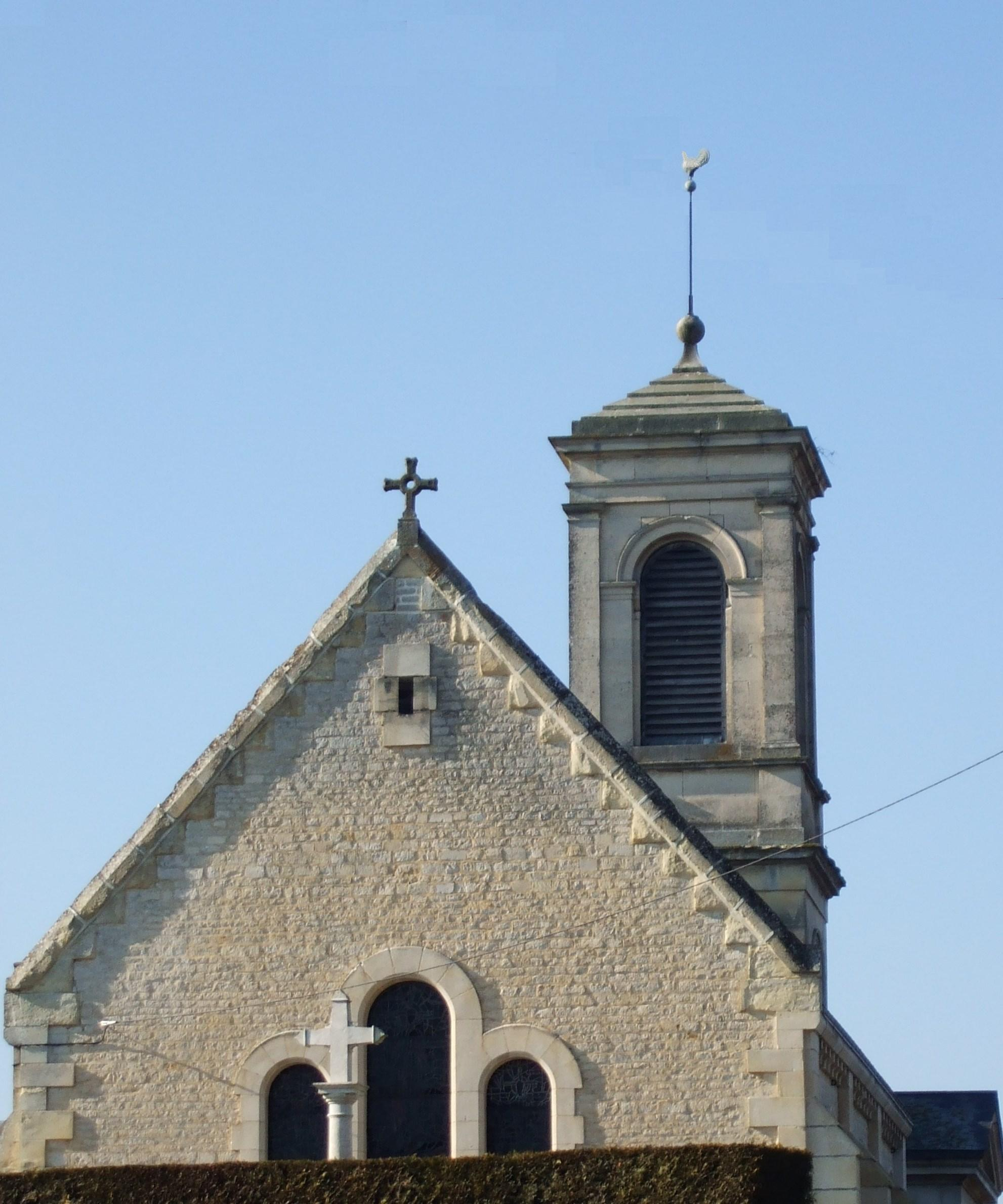
Kerk van La Hoguette
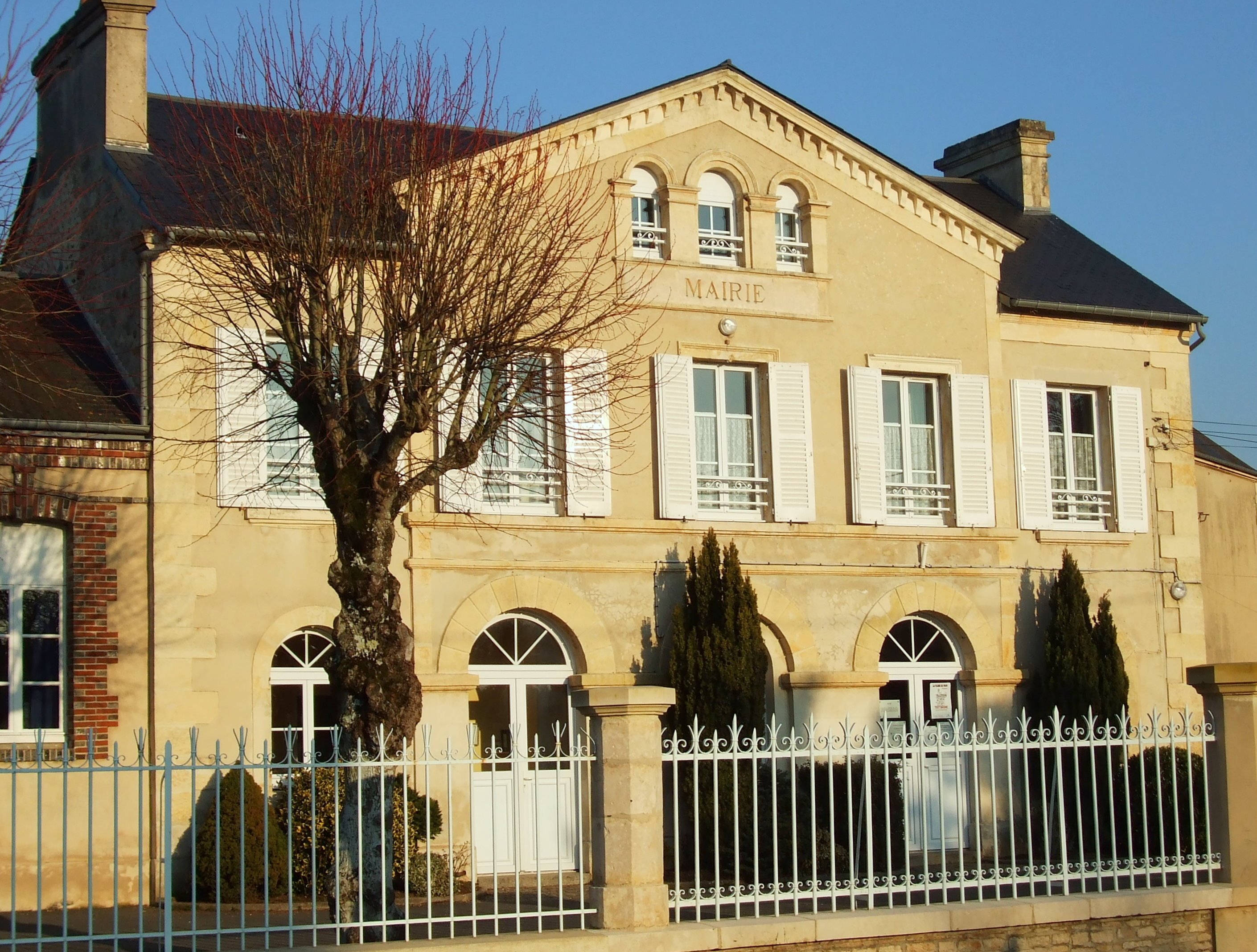
Gemeentehuis
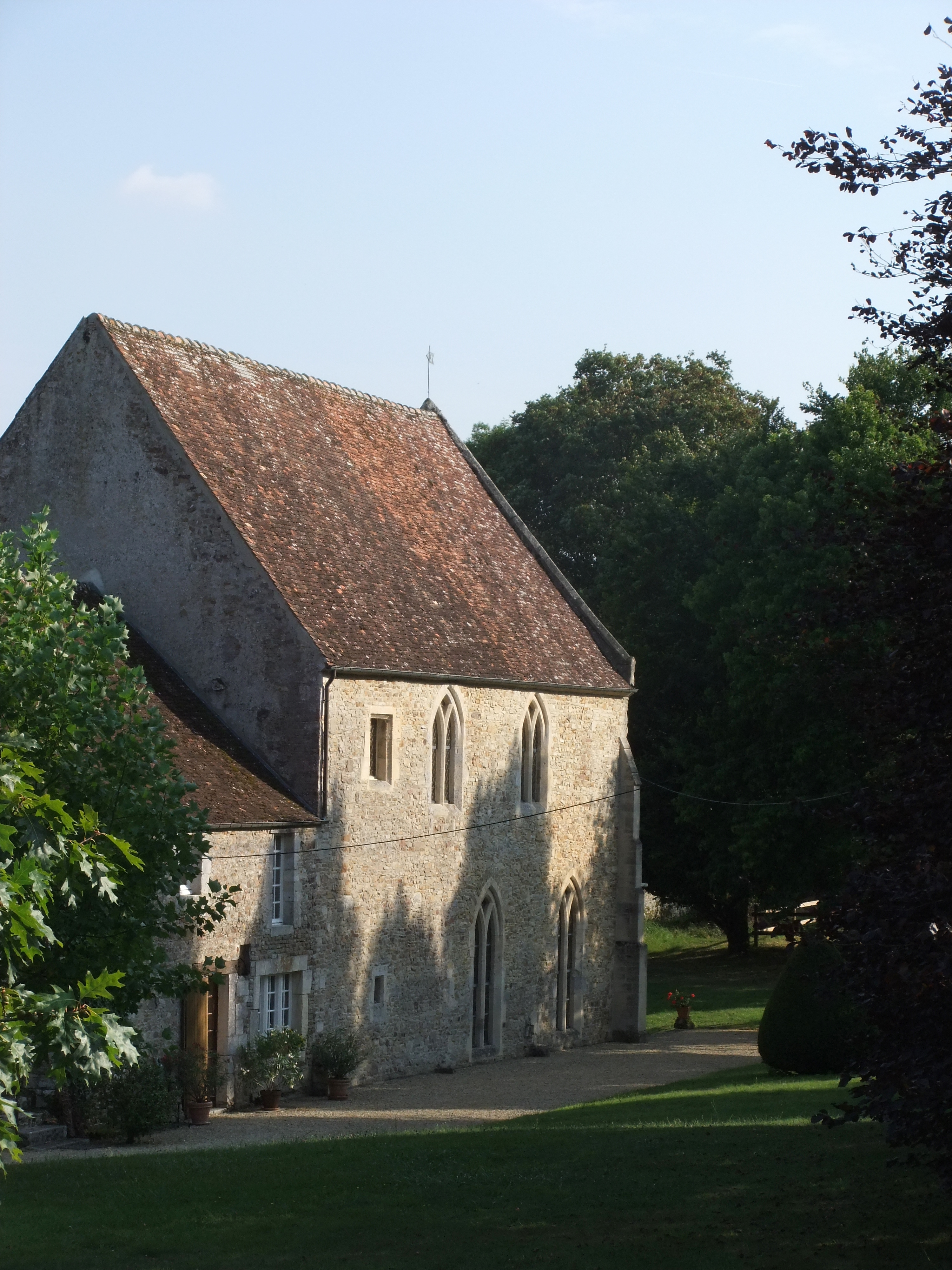
Abdij van Saint-André-de-Gouffern

## Geografie
De oppervlakte van La Hoguette bedraagt 24,2 km², de bevolkingsdichtheid is 24,5 inwoners per km².
De onderstaande kaart toont de ligging van La Hoguette met de belangrijkste infrastructuur en aangrenzende gemeenten.

## Demografie
Onderstaande figuur toont het verloop van het inwonertal (bron: INSEE-tellingen).
Vanwege een beveiligingsprobleem met de MediaWiki Graph-software is het momenteel niet mogelijk deze grafiek weer te geven. Zodra de software is bijgewerkt zal de grafiek vanzelf weer zichtbaar worden.
1. ↑  Populations de référence 2022.